# Victor Buono
Victor Charles Buono (San Diego, California; 3 de febrero de 1938 - Apple Valley, California; 1 de enero de 1982) fue un actor y cómico estadounidense.

## Biografía
Sus padres eran Victor Francis Buono (1907-1981) y Myrtle Belle Keller (1909-1979). Su abuela materna, Myrtle Glied (1886-1969), había sido una artista de vodevil en el Orpheum Circuit. Cuando era niño, ella le enseñó canciones y letras que le incitaron a ensayar números para las visitas. Buono era aficionado a la lectura y la escritura y, sobre todo, a Shakespeare.
Falleció de un ataque al corazón en su rancho en Apple Valley, California, a los 43 años de edad.

### Carrera
A pesar de que Buono disfrutaba con el aplauso de este público cautivo, su deseo era llegar a ser médico. Cuando tenía 16 años, el padre John Aherne, de la St. Augustine High School de San Diego, le escogió como Papá Barrett en la obra The Barretts of Wimpole Street. Buono apareció en tres obras en un año a la vez que continuaba con sus estudios, y entre ellas se incluía Aladdin and His Wonderful Lamp y dramas de William Shakespeare. Incluso interpretó a Hamlet.
Pronto se olvidó de estudiar medicina. Empezó a trabajar en las cadenas locales de radio y televisión y, a los 18 años, se unió a grupo de teatro Globe Theater Players de San Diego. El director tuvo confianza en Buono y le dio papeles en Volpone, El sueño de una noche de verano y otras obras. Recibió buenas críticas, tanto por sus papeles en obras de Shakespeare como en obras modernas tales como The Man Who Came To Dinner y Witness for the Prosecution.
En el verano de 1959, un cazatalentos de la Warner Bros vio al corpulento Buono representar Falstaff en el Globe y se lo llevó a Hollywood, California, para hacerle una prueba. Hizo su primera aparición en la televisión en el papel del barbudo poeta Bongo Benny en un episodio de 77 Sunset Strip. En los años siguientes intervino en numerosos programas representando a grandullones amenazantes en prácticamente todas las series de detectives privados, Los intocables incluida. Debido a su elevada estatura y peso, Buono usualmente hacía papeles de mayor edad a la suya. Tras intervenir en algunas películas sin mención en los títulos de crédito, fue escogido por el director Robert Aldrich para trabajar en ¿Qué fue de Baby Jane? (1962) junto a las estrellas Bette Davis y Joan Crawford. Por su interpretación fue nominado al Oscar al mejor actor de reparto.
Intervino en Canción de cuna para un cadáver (1964), película también dirigida por Aldrich, en el papel de Big Sam Hollis, el padre de Bette Davis. También participó en The Greatest Story Ever Told (1965) junto a Max von Sydow, Michael Anderson, Jr. y Carroll Baker, película producida y dirigida por George Stevens, acerca de la vida de Jesús. Buono tenía el papel del Gran Sacerdote Sorak.
Otras películas en las que participó son Cuatro tíos de Texas (1963), Cuatro gángsters de Chicago (1964), The Silencers (1966), Who's Minding the Mint? (Rififí a la americana) (1967), Target: Harry (1969) y Beneath the Planet of the Apes (Regreso al planeta de los simios) (1970).
Además de su abundante trabajo en el cine, Buono participó en diversas producciones de televisión. Entre ellas puede mencionarse el papel del loco Conde Manzeppi en la serie de la (CBS) The Wild Wild West protagonizada por Robert Conrad y Ross Martin, y que se emitió desde 1965 a 1969. Interpretó al excéntrico rey Tut en la serie de la ABC Batman, junto a Adam West y Burt Ward, desde 1966 a 1968. Representó a villanos de diferentes etnias y nacionalidades en diversos programas entre 1964 y 1970. Apareció como artista invitado en el episodio "Moonlighting Becomes You" de la serie Superagente 86, en 1970. A finales de los setenta y en los ochenta, Buono interpretó al padre millonario de Jim Ignatowski, personaje de la serie Taxi. Buono falleció antes de la finalización de la serie, por lo que otro actor tomó su papel por un breve tiempo. Otro papel de finales de los setenta fue el de Mr. Schubert, el villano principal de Man from Atlantis.
Sus últimos papeles fueron de pomposos intelectuales y sombríos estafadores, aunque también representó a personas rectas, como en la miniserie Backstairs at the White House (1979), donde interpretaba al Presidente Taft.

## Premios y nominaciones
Óscar
| Año  | Categoría              | Película                         | Resultado |
| ---- | ---------------------- | -------------------------------- | --------- |
| 1963 | Mejor Actor de Reparto | What Ever Happened to Baby Jane? | Nominado  |